# Ethnographie

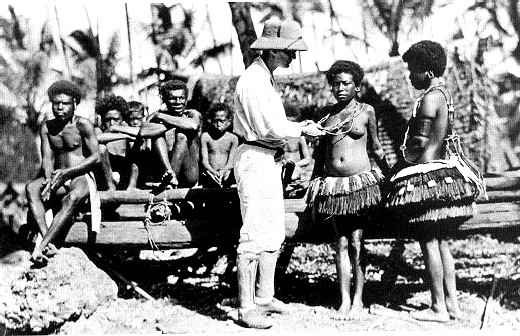
Der Ethnograph Bronisław Malinowski bei den pazifischen Trobriandern (um 1918)

Ethnographie oder Ethnografie (altgriechisch ἔθνος éthnos „Menge, Volk“ und -graphie, sinngemäß „Völkerbeschreibung“) ist eine Methode der Ethnologie (Völkerkunde) und übergeordnet der Anthropologie (Menschenkunde). Als systematische Beschreibung der mittels Feldforschung vor Ort gewonnenen Erkenntnisse können auch Eindrücke aus der teilnehmenden Beobachtung schriftlich festgehalten werden.
Eine Ethnographie versucht das Zusammenleben, die soziale und politische Organisation und die kulturellen Ausprägungen einer abgegrenzten Gesellschaft aus der Sichtweise ihrer Angehörigen zu beschreiben und zu verstehen. Allgemein ist heute jedoch umstritten, inwieweit dies grundsätzlich möglich ist. So weist beispielsweise der Ethnologe Clifford Geertz 1988 in seinem Buch Die künstlichen Wilden darauf hin, dass es keine objektive Ethnographie gebe und Ethnographen durch die Abbildung einer fremden Welt zugleich eine Fiktion schaffen.
Unabhängig von der Ethnologie hat auch die Soziologie ab den 1920er Jahren ethnographische Methoden entwickelt, die im Unterschied zur Völkerkunde in der eigenen Gesellschaft durchgeführt werden. Ethnographische Forschung ist daher nicht auf außereuropäische Gesellschaften beschränkt und betrachtet nicht nur einzelne ethnische Gruppen oder indigene Völker. Auch kleinere, multiethnische Gruppen, die Bewohner eines Stadtteils, die Belegschaft eines Büros, die Wissenschaftler in einem Labor oder einzelne Jugendgruppen können Gegenstand soziologischer Ethnographien sein (siehe auch Soziographien zur Beschreibung sozialer Tatbestände).
Der deutsche Soziologe Karl-Heinz Hillmann fasste 1994 zusammen: „Die Entwicklung der Ethnographie ist eng verbunden mit der Horizonterweiterung europäischer Sozialwissenschaften infolge immer neuer, geographischer Entdeckungen und Erkundungen durch kapitalistisch-koloniale Expansion und christliche Missionierung.“

## Methoden
Über Reiseberichte (etwa von Georg Forster über die Südsee) bis hin zum Einsatz digitaler Medien gibt es verschiedene ethnographische Methoden der Datenerhebung (siehe auch visuelle Anthropologie), die bekanntesten sind:
- ethnographische Fotografie
- ethnographischer Film
- ethnographisches Interview
- ethnographische Beobachtung
- Autoethnographie: Um kulturelle Erfahrungen zu verstehen, werden eigene persönliche Erfahrungen systematisch beschrieben und analysiert. Autoethnographie hat das Ziel, einen breiteren Blick auf die Welt zu ermöglichen und verzichtet auf Definitionen von „richtiger“ Forschung. Forschung wird in der Autoethnographie als politischer und sozialer Akt begriffen.[2]
- Multispezies-Ethnographie: Erweiterung der Ethnographie um Tiere und die belebte und unbelebte Natur
- reflexive Fotografie: Interviewmethode unter Einsatz von Fotos
- Videographie: Ethnographie mit bewegten Bildern, etwa Walking with Video von Sarah Pink
- Netnographie: Internetstudien, vor allem in der Marktforschung

Die Anwendung der ethnographischen Methoden wird in der Literatur nicht einheitlich beschrieben. Allerdings lassen sich einige Gemeinsamkeiten ableiten, die keine Regeln sind, sondern Empfehlungen. Die Autoren Bloomberg, Mosher und Swenton-Hall haben 1993 vier grundlegende Prinzipien der ethnographischen Feldforschung ausgeführt:
1. Alltagsleben (natural settings): Die Feldforschung findet in der natürlichen Lebensumgebung statt – der Ethnograph betrachtet die Leute nicht losgelöst von ihrer natürlichen Umgebung, sondern sucht sie in ihrem alltäglichen Umfeld auf.
2. Ganzheitlichkeit (holism): Die Feldforschung gründet auf dem Prinzip der Ganzheitlichkeit. Einzelnes Verhalten muss in seinem jeweiligen Kontext verstanden werden – der Ethnograph versucht alle Faktoren, die das zu untersuchende Problem beeinflussen könnten in die Betrachtung mit einzubeziehen (Gegenstände, Personen, Handlungsabläufe).
3. Beschreibend (descriptive): Die ethnographische Forschung entwickelt beschreibendes Verständnis im Gegensatz zu verordnetem – der Ethnograph muss also stets objektiv sein (siehe auch dichte Beschreibung: theoretisches Konzept zum ethnologischen Verständnis einer Kultur).
4. Teilnehmende Beobachtung (member’s point-of-view): Die ethnographische Forschung basiert auf der Betrachtungsweise der Mitglieder – der Ethnograph muss sich in die zu betrachtende Gruppe integrieren, um die Welt mit den Augen der Gruppenmitglieder zu sehen (das persönliche Wertungsschema muss zur Seite gedrängt werden).

Anwendungsbereiche
- in der Softwareentwicklung zur Ermittlung von Anwenderbedürfnissen: Software-Ergonomen setzen ethnographische Methoden ein mit dem Ziel der Veränderung und Verbesserung von Computerunterstützung[4]
- in der Marktforschung zur Erschließung von detailliertem Konsumentenverhalten (Einfluss persönlicher Werte auf Markenloyalität, Einfluss des Lebensstils auf Konsumentenbedürfnisse), vor allem von marktpsychologisch orientierten Instituten angewendet (beispielsweise Sinus Sociovision, Spiegel-Institut)[5][6]
- in der Sozialpädagogik und bei Milieustudien zur Untersuchung von sozialen Gruppen und ihren Verhaltensmustern
- in der Schulpädagogik[7] und in den Fachdidaktiken[8][9] zur Untersuchung des allgemeinen und fachspezifischen Lernverhaltens und des Wissenserwerbs

## Museen

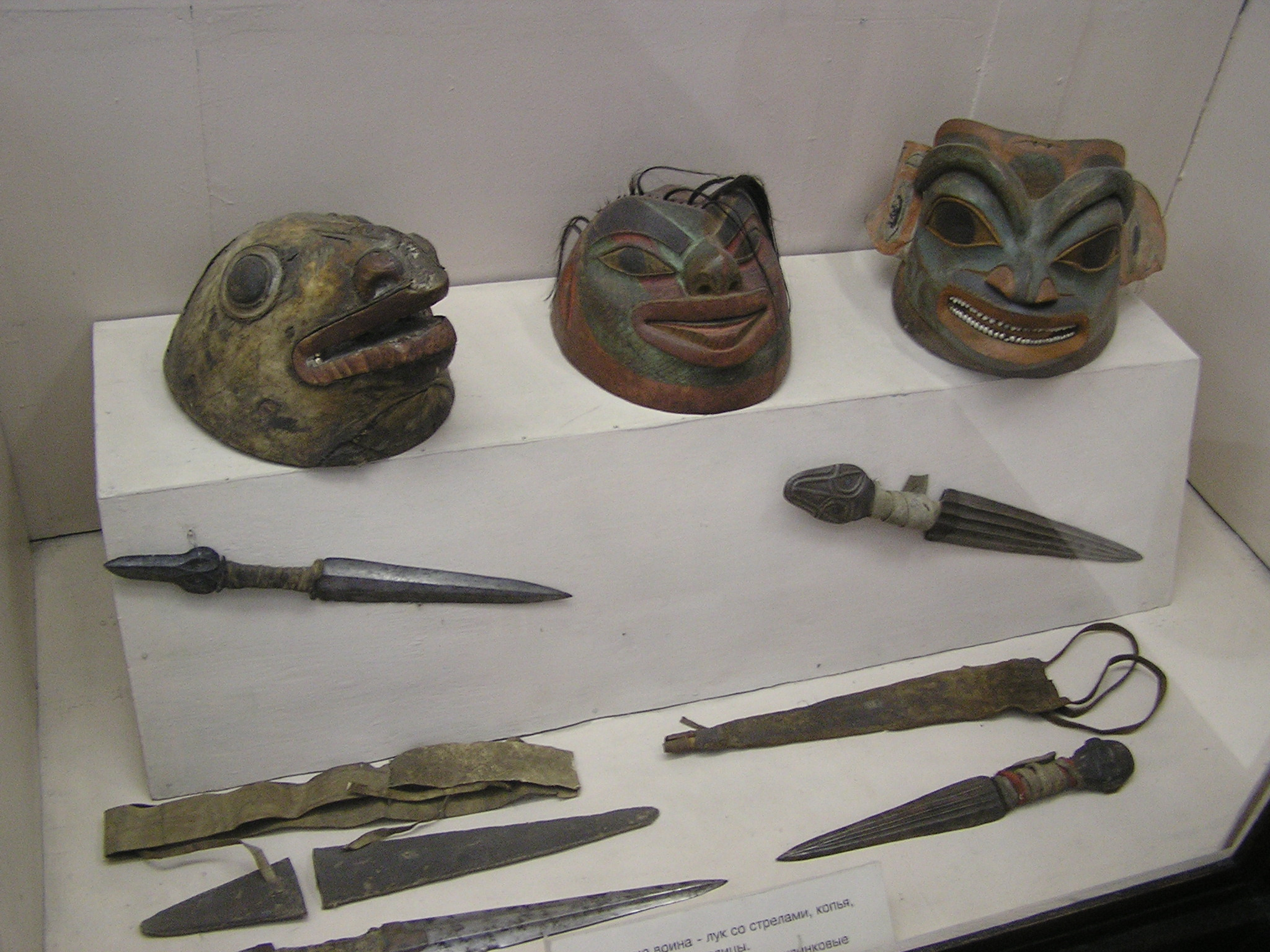
Helme und Messer aus Alaska (18./19. Jahrhundert) in der St. Petersburger Kunstkammer

Schon in den Kunst- und Wunderkammern der Renaissancefürsten des 16. Jahrhunderts waren exotische Objekte beliebt, die durch die Fahrten der Entdecker, wie etwa John Tradescant der Jüngere, nach Europa gelangten. Seit dem 18. Jahrhundert wurden sie gezielt gesammelt, systematisiert und ausgestellt, zunehmend auch von Privaten. Dadurch stieg auch das Verständnis für ihre kulturelle Bedeutung. Erst seit den 1930er Jahren wuchs das Verständnis dafür, dass man sich allein durch Objektforschung einer Kultur nur unzureichend nähern konnte.
Viele der in der Zeit des Kolonialismus entstandenen Völkerkundemuseen nennen sich „Ethnographisches Museum“ oder haben eine „ethnographische Sammlung“ von Objekten fremder Völkern, die – früher ergänzt durch Dioramen des Alltagslebens, heute ergänzt durch authentischere Audio- und Videoaufzeichnungen – einen Einblick auch in die immaterielle Kultur und das Verhalten geben (siehe Liste von Museen für Völkerkunde).

## Geschichte
Seit der Antike sind Aufzeichnungen über fremde Kulturen, im heutigen Sprachgebrauch Ethnographien (Völkerbeschreibungen) bekannt. Schon die Historien des altgriechischen Historikers Herodot aus dem 5. Jahrhundert v. Chr. über Libyen, Syrien, Babylonien, Makedonien und die Gebiete am Schwarzen Meer können als frühe ethnografische Texte angesehen, die neben den historischen Ereignissen vor der und aus der Zeit der Perserkriege die lokalen Gegebenheiten, Gesetze, Sozialsysteme, den Glauben und das Aussehen der Einwohner schildern, auch wenn er sich dabei oft auf zweifelhafte und oft mythische Quellen bezieht.
Methodisch anspruchsvoll und reflektiert ging zuerst Bernardino de Sahagún bei seiner Feldforschung 1558–1575 über die untergehende Kultur, Sprache und Religion der Azteken vor, auch wenn seine Arbeit vor allem der Missionierung diente. Sein Codex Florentinus gilt als wegweisend für die spätere Ethnographie.

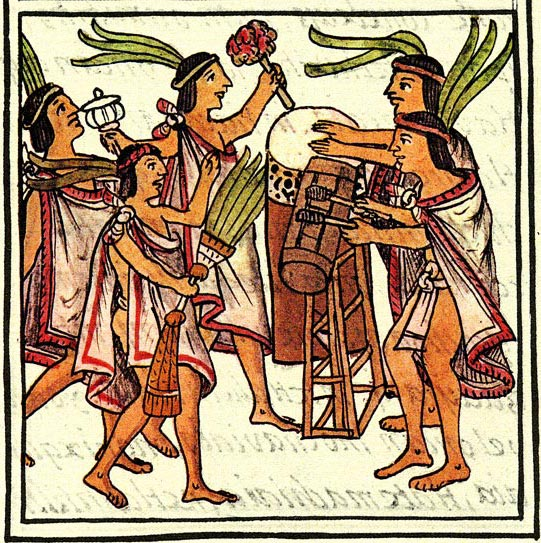
Aztekische Blumenzeremonie im Codex Florentinus. Die Musiker spielen die Schlitztrommel teponaztli und dahinter die große einfellige Standtrommel huéhuetl.

Ein Pionier der Ethnographie und der ethnologischen Forschung war im ersten Viertel des 17. Jahrhunderts der Arzt und Afrikareisende Samuel Braun. Die Ethnographie als eigenständige Wissenschaft entstand in der deutschen und russischen Aufklärung. Als Begründer der Ethnographie kann der Historiker Gerhard Friedrich Müller (1705–1783) betrachtet werden. Müller führte im Auftrag der russischen Zarin Katharina II. (1729–1796) als Teilnehmer an der Zweiten Kamtschatka-Expedition (1733–1743) historische, geographische, ethnographische und linguistische Forschungen in Sibirien durch. Er formulierte ein Programm zur Beschreibung der sibirischen Völker, das er 1740 als „Völker-Beschreibung“ bezeichnete. Müller setzte dieses Programm während der Expedition mit anderen in die Praxis um. Die von ihnen gesammelten Naturalien und Artefakte wurden in der (1714 in Sankt Petersburg gegründeten) Kaiserlichen Kunstkammer archiviert. Nach der Expedition berief Müller sich auf Joseph-François Lafitaus komparative Zielsetzung und entwickelte ein Programm für die „Beschreibung der sibirischen Völker“ mit dem Ziel, sie untereinander und mit Völkern anderer Weltteile zu vergleichen. Müller steht damit am Anfang einer neuen Tradition, der Ethnographie. Er sah diese Wissenschaft als eine eigene Disziplin neben seinen beiden Hauptfächern Geschichte und Geographie an. Das Wort ethnographia selbst scheint eine Wortschöpfung (1767) von Johann Friedrich Schöpperlin (1732–1772) zu sein.
Der Historiker August Ludwig Schlözer (1735–1809) formulierte 1771–1772 in Göttingen eine allgemeine „Völkerkunde“ und entwarf eine „ethnographische Methode“ der Geschichte. Göttingen hatte Verbindungen sowohl mit Russland und Osteuropa als auch mit England und wurde u. a. durch die sammlerischen Aktivitäten Johann Friedrich Blumenbachs zum Ausstrahlungszentrum der neuen Wissenschaft.
Die moderne Ethnographie hat mit der Völkerkunde der Kolonialzeit, die meist ganze Gruppen von Völkern betrachtete, nicht mehr viel gemein. Heute werden meist Kleingruppen, die oftmals Zweckgemeinschaften bilden, untersucht. Die Ethnographie wird dadurch zur deskriptiven Hilfswissenschaft der Soziologie und Kulturanthropologie. Auch werden viele ethnographische Studien aus ökonomischen Gründen betrieben, vor allem zur Produktivitätssteigerung, Produktverbesserung und -veränderung (siehe auch Industrieanthropologie und zu Marketingzwecken).
Von der Ethnographie unterscheidet sich die Ethnologie durch ihre stärker theoretische und generalistische Orientierung.

## Einsatz in der Wirtschaftsinformatik
In der Wirtschaftsinformatik ist der Einsatz von Ethnografie insbesondere im Umgang mit soziotechnischen Systemen eine beliebte Methode, um einen tieferen Einblick in die Interaktion zwischen Menschen und Informationssystemen zu gewinnen. Ethnografie beschreibt im engeren Sinne die systematische Untersuchung von Kulturen und Gesellschaften und ist vor allem in der Anthropologie verbreitet. In den Wirtschafts- und Sozialwissenschaften wird sie zunehmend genutzt, um kulturell geprägtes Gruppenverhalten zu analysieren. Forschende integrieren sich dabei über längere Zeit, beispielsweise als Mitarbeitende einer IT-Abteilung, in das soziale System. Diese immersive Herangehensweise ermöglicht tiefe Einblicke, ist jedoch organisatorisch anspruchsvoll und einschränkend.
Ethnografische Forschung basiert auf spezifischen Methoden der Datenerhebung, zu denen die teilnehmende Beobachtung, unstrukturierte Interviews und Inhaltsanalysen zählen. Dabei betonte der Ethnologe Clifford Geertz (1926–2006), dass die Darstellung fremder Kulturen zugleich fiktionale Elemente beinhaltet. Diese Auffassung führt zu der Erkenntnis, dass eine vollständig objektive Ethnografie nicht möglich ist. Zu Beginn solcher Untersuchungen verzichten Forschende bewusst auf feste theoretische Konzepte. Erst im Laufe der Datenerhebung entwickeln sich durch die Analyse wiederkehrender Muster erste Interpretationen. Ein bedeutender Ansatz in diesem Kontext ist die Grounded Theory. Diese Methode, auch bekannt als „gegenstandsverankerte Theoriebildung“, stellt eine verhaltenswissenschaftlich orientierte Methode dar, die darauf abzielt, durch systematische Beobachtung im Untersuchungsfeld neue Theorien zu entwickeln. Ihr Ansatz basiert auf einem induktiven Verfahren, das sich vor allem auf qualitative Daten stützt. Dabei sind die Schritte zur Kodierung und Auswertung dieser Daten klar definiert und strukturiert. Die Methode zeichnet sich dadurch aus, dass sie den wissenschaftlichen Anforderungen gerecht wird und sowohl präzise als auch nachvollziehbare Ergebnisse liefert.
Die Anwendung der Ethnografie in der Wirtschaftsinformatik findet sich beispielsweise in der Softwareentwicklung, um Designentscheidungen zu evaluieren, indem vergangene Forschungsprojekte wiederholt und überprüft werden. Auch im Marketing dient die Ethnografie als eine hilfreiche Methode. So können das Konsumverhalten und die Präferenzen der Verbraucher besser verstanden und die Marketingstrategie entsprechend verbessert werden. Im HRM-Management wird die Ethnografie genutzt, um die Arbeitskultur und die damit verbundene Machtstruktur zu analysieren, auszuwerten und im Optimalfall zu verbessern.